# Costums de Tortosa

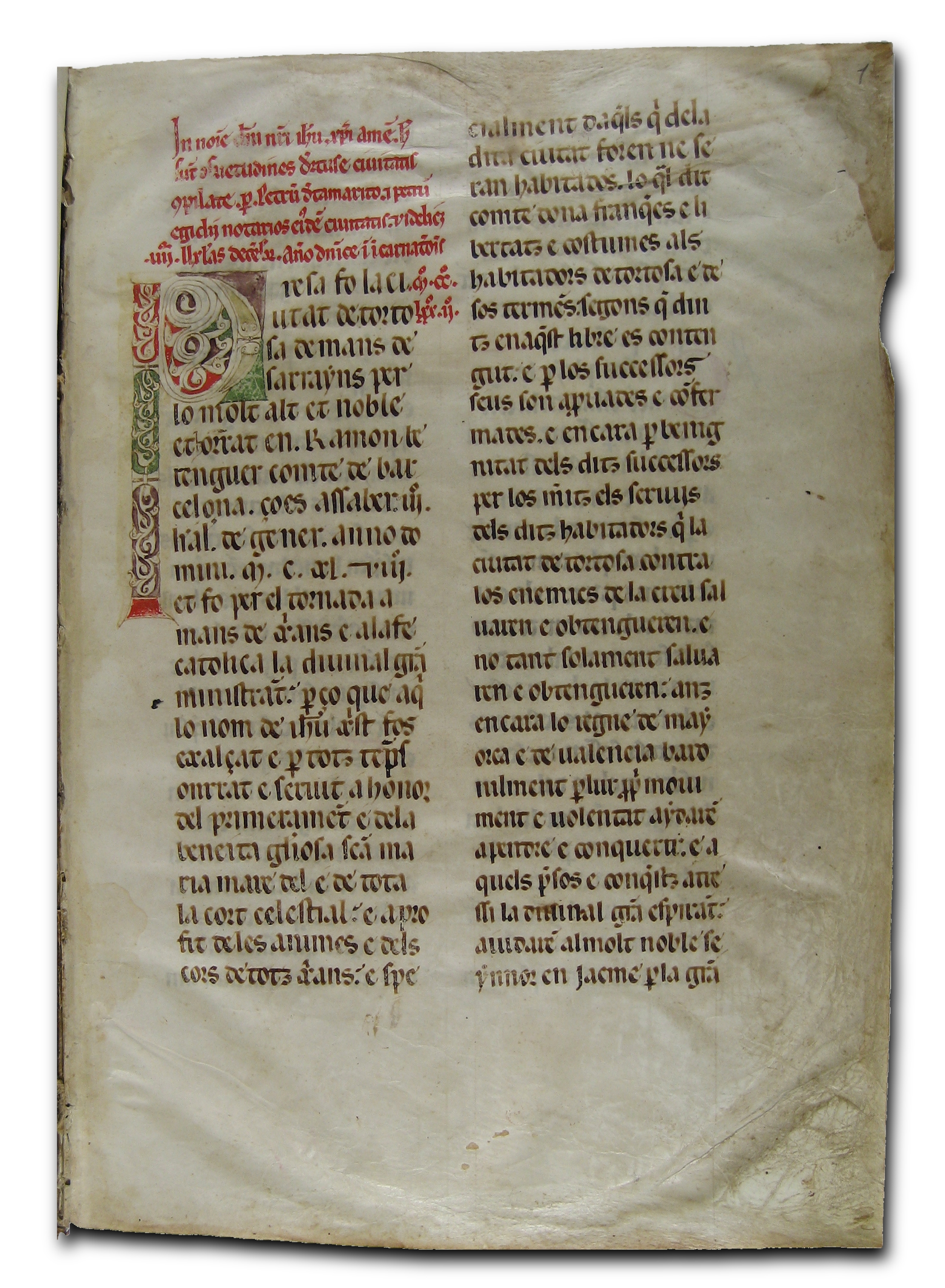
El còdex del Llibre de les Costums (Consuetudines Dertusae), del és, sense cap mena de dubte, la peça documental per excel·lència de l'Arxiu Comarcal del Baix Ebre.

Els Costums de Tortosa és el nom amb què esconeix el Llibre de les costums generals escrites de la insigne ciutat de Tortosa, que és una compilació del dret consuetudinari tortosí feta el 1272 i promulgada el 1279, que establiren el Costum. D'aquest llibre se'n conserva un còdex del 1272 de pergamí, que mesura 49 x 34 cm, i que és la peça documental per excel·lència de l'Arxiu Comarcal del Baix Ebre. El seu pes específic, tant des del punt de vista del dret, com de la història i de la filologia catalana el converteix en un referent no només solament del passat tortosí sinó també de tot l'àmbit de la Corona d'Aragó. D'ell n'existeixen diverses versions manuscrites. No serà fins de l'edició de 1539, que ja recollia l'arbitratge de 1277, quan el text quedarà fixat per a les successives edicions.
A partir de la conquesta cristiana de Ramon Berenguer IV i de la carta de Poblament que atorga el 1149, es va començar a gestar un corpus jurídic que havia de regular la societat de Tortosa i el seu extens terme. Aviat la conflictivitat entre els senyors feudals titulars de Tortosa i la classe burgesa emergent va derivar en una oberta pugna, que la codificació dels costums va voler contenir emmarcant els interessos contraposats. El còdex en qüestió és un manuscrit del segle xiii fet en pergamí. Sembla respondre a l'encàrrec que la ciutat va fer als notaris Pere de Tamarit i Pere Gil i porta com a data el 1272.

## Origen
L'origen dels Costums de Tortosa és la carta de poblament atorgada pel comte Ramon Berenguer IV de Barcelona el 30 de novembre de 1149, que establia les bases d'una nova administració no feudal, o menys feudal, que repetiria a Lleida un any després. En aquesta carta hi apareix la primera referència a mores bonos et consuetudines, costums que toparen amb l'oposició de la senyoria bicèfala dels Montcada (llinatge) i de l'Orde del Temple. Alguns dels costums que s'aplicarien eren escrits en aquesta mateixa carta, i serien ampliats i aclarits per sentències i privilegis reals posteriorment. Tot i que no es codificaren fins a l'any 1272, foren usats en la cort de Tortosa des del mateix 1149. Sobre aquests costums hi hagué diverses disputes, ja que un dels punts més importants és la jurisdicció que la carta de població atribueix a un tribunal pluripersonal i mixt de senyors i ciutadans: «cort i prohoms». Per tant, el conflicte s'esdevenia quan els senyors se sentien afectats pels costums. Els plets continuaren, i finalment arbitrà el bisbe de Lleida, Ramon de Siscar, qui el 1241 promulgà la Sentència de Flix (1242), que restringia la jurisdicció ciutadana i reservava les qüestions criminals greus a la senyoria, i declarava vigents els Usatges de Barcelona i els costums de la ciutat com a supletoris. Aquesta situació durà fins al 1272, quan s'acordà posar per escrit els Costums de Tortosa per tal que regissin com a dret principal del govern de la ciutat i, si no hi eren, els Usatges de Barcelona.
Com hem vist, els Costums de Tortosa tenen una llarga història, que s'inicia amb la carta de població i va creixent a partir de diferents fets: singulars 1181, privilegis d'Alfons el Cast sobre la lleuda; 1199, sentència de Pere el Catòlic sobre la jurisdicció; 1228, sentència de Jaume I, aclarint la del seu pare; 1233, privilegis de Jaume I per l'ajuda a la presa de Borriana; 1241, Sentència de Flix; 1272, composició de Josà de cara a codificar un text definitiu; 1275, carta de la paeria sobre inquisicions i coltells trets. Així es va creant el Costum de Tortosa, un text complex utilitzat pels ciutadans fins al codi definitiu amb la sentència de 1277.

## El text
Costums de Tortosa neix de la recepció del dret romà a la Corona d'Aragó, utilitzant el dret Justinià. Es tracta del primer cos jurídic escrit en català, base del furs de València. És el primer codi on apareixen escrits els Costums de Mar (1272), que s'introdueixen a València el 1283, de la que sorgeix la primera redacció que coneixem del Llibre de Consulat de Mar (1385).

### L'edició
La compilació dels Costums de Tortosa fou editada el 1539 amb el títol de Llibre de les costums generals escrites de la insigne ciutat de Tortosa, i va ser reeditada el 1912 i el 1972.
Els quatre volums de l'edició de 1912 poden consultar-se a la Biblioteca Digital Hispànica.

### Contingut
Existeixen diferents manuscrits incomplets: el manuscrit denominat A que conté el text de Pere Tamarit (notari) i Pere Gil (notari), anterior a la sentència i que fou rebutjada per la senyoria el 1274; el manuscrit denominat B, amb el text adaptat a la sentència de 1277, i no varen ser promulgats fins al 1279, prèvia mediació del bisbe de Tortosa Arnau Desjardí i de l'ardiaca de Lleida Ramon de Besalú, i de Domènec Terol. Ambdós manuscrits es poden trobar a l'Arxiu Històric de Tortosa. El tercer manuscrit és l'anomenat C, exemplar del Marquès de la Roca.
Derogat el dret públic pels Decrets de Nova Planta, el dret privat s'ha mantingut fins a la compilació de 1960, que ha relegat Costums de Tortosa. A Tortosa els Costums des del segle xiii estableixen la llegítima justiniana del terç (si són quatre o menys fills) i de la meitat (si són cinc o més), i els tractadistes concorden en el seu vigor perquè s'ha observat i perquè la Constitució de Catalunya no mira la utilitat pública sinó la utilitat dels particulars o cases principals. Des de 1960 queda regulada per l'article 129, que no fa menció de la llegítima de Costums de Tortosa.
El testament sacramental es concreta als veïns de Barcelona des de la compilació de 1960, i els testimonis jurats ho han de fer a l'Església de Sant Just i Pastor no després de sis mesos de la mort del testador. Es redueix al testament oral fet en perill de mort, en viatge fora de Barcelona, i que el testador mori de resultes del susdit viatge. A Tortosa és més extens: és vàlid en tot cas mentre no es revoqui per un altre, i el sagrament o jurament es fa davant del jutge sense cap connotació religiosa.
Pel que fa a les servituds, a Tortosa no es poden establir sinó per contracte o per acte de darrera voluntat; per tant, no es poden adquirir per usucapió, i com a conseqüència d'aquest principi tampoc no es poden extingir per prescripció.

## Abast i rang
Els Costums regien en tot el territori tortosí des del Coll de Balaguer fins a Ulldecona, i de la roca Folletera (Benifallet) fins a Sant Lluc d'Ulldecona (des del 1274), i a Flix (des del 1308). L'ordre de prelació de les fonts del dret fou establert per la pragmàtica del 1380 promulgada pel rei en Pere el Cerimoniós:
1. Costum
2. Constitucions de Catalunya
3. Dret romà
4. Dret canònic (dret comú)

## Vigència
La normativa de dret públic fou abolida i derogada pels Decrets de Nova Planta. En la resta l'ordre es va mantenir fins a la Compilació del dret civil especial de Catalunya (1960) en virtut de la qual les fonts legals tortosines només tenen aplicació directa en la part recollida per aquesta i segons la seva redacció; per a la resta de casos s'aplicava la Compilació, i supletòriament el codi civil espanyol, i en darrer terme i en defecte d'aquest, els Costums de Tortosa com a simple costum del lloc. Actualment, la Compilació ha estat derogada i totalment substuïda pel Codi Civil de Catalunya, on es mantenen les normes que va fer seves la Compilació.